# جاستن سالتر
جاستن سالتر (بالإنجليزية: Justin Salter)‏ هو موسيقي وكاتب أغاني ومنتج أسطوانات أمريكي، ولد في 6 أغسطس 1984 في فينيكس في الولايات المتحدة.